# Dynomene
Dynomene is een geslacht van kreeftachtigen uit de klasse van de Malacostraca (hogere kreeftachtigen).

## Soorten
- Dynomene filholi Bouvier, 1894
- Dynomene guamensis McLay, 2001
- Dynomene hispida (Latreille, in Milbert, 1812)
- Dynomene kroppi McLay, 2001
- Dynomene pilumnoides Alcock, 1900
- Dynomene praedator A. Milne-Edwards, 1879
- Dynomene pugnatrix de Man, 1889